# Nomioides minutissimus
Nomioides minutissimus is een vliesvleugelig insect uit de familie Halictidae. De wetenschappelijke naam van de soort is voor het eerst geldig gepubliceerd in 1790 door Rossi.